# Liechtenstein la Concursul Muzical Eurovision
Liechtenstein nu a participat deloc până acum la Concursul Muzical Eurovision, deși țara a încercat să participe pentru prima oară încă în anul 1976. 

## Istoric
Liechtenstein nu a participat la Eurovision Song Contest, însă concursul a avut o istorie lungă în țară, cu cel puțin o încercare de a participa .
Liechtenstein nu a luat parte la Eurovision Song Contest înainte. Țara a avut două încercări de a participa la concurs, în trecut. În 1969 un cântec în limba franceză a fost aparent selectat pentru a reprezenta Liechtensteinul la concurs. Acesta se numea "Un beau matin" și era cântat de Vetty. Pentru că piesa era în franceză, iar în Liechtenstein limba națională este germana, melodia nu a putut să reprezinte țara la concurs, datorită regulii care spunea că fiecare piesă trebuie cântată în limba națională. Această regulă a fost anulată în timp. Mai târziu, în 1976, un debut al Liechtensteinului a fost din nou posibil. Au fost  selectat pentru participare Biggi Bachman si  "Little Cowboy"  însă și de această dată țara a dat greș.
La data de 15 august 2008, 1FLTV a devenit primul post național cu sediul în Liechtenstein. Acest lucru permite țării să înceapă să concureze, dar mai întâi țara trebuia să se alăture la UER. Datorită lipsei de fonduri participarea nu a putut fi făcută.
În iulie 2009, operatorul de radio a anunțat oficial intenția sa de a aplica pentru a se alăture EBU de la sfârșitul lunii iulie, cu intenția de a lua parte la Concursul Muzical Eurovision 2010 din Oslo, Norvegia. Peter Kölbel, director al 1FLTV, a confirmat oficial interesul operatorului de radio, dezvăluind că au avut planuri de a dezvolta o finală națională . În noiembrie 2009, 1FLTV a decis să amâne planurile de EBU și Eurovision , din motive financiare, au început să caute alte opțiuni de finanțare pentru o participare pe viitor.
1FLTV a depus cererea de aderare EBU la 29 iulie 2010. Dacă țara ar fi fos acceptată 1FLTV, ar fi obținut titlul de membru deplin al UER și ar fi putut să iși facă debutul in 2011.  Cu toate acestea, Liechtenstein nu a apărut pe lista oficială a participanților pentru 2011. În 2013 țara și-a dorit să participe în concurs însă acest lucru nu a fost posibil.

## Încercări
| An   | Gazda | Artist        | Titlu           | Loc | Puncte |
| ---- | ----- | ------------- | --------------- | --- | ------ |
| 1976 | Haga  | Biggi Bachman | "Little Cowboy" | X   | X      |